# Faculdade de Medicina Veterinária da Universidade de Lisboa
A Faculdade de Medicina Veterinária da Universidade de Lisboa (FMVUL) é uma Faculdade que faz parte da Universidade de Lisboa. Como instituição, no entanto, sua origem precede a esta última.

## História
A Faculdade de Medicina Veterinária foi a primeira instituição dedicada à preparação de médicos veterinários em Portugal, tendo sido criada pelo alvará-régio do rei D. Miguel I de Portugal, publicado a 7 de Abril de 1830 na "Gazeta de Lisboa". Designou-se inicialmente como a Real Escola de Veterinária.
Em 1852 o ensino da medicina veterinária é integrado ao então Instituto Agrícola, que passou a denominar-se Instituto Geral de Agricultura em 1864 e Instituto de Agronomia e Veterinária em 1886.
Em 1910 a escola teve seu nome alterado para Escola de Medicina Veterinária (EMV) até 1918, quando se passa a designar Escola Superior de Medicina Veterinária (ESMV).
Em 1930 a ESMV foi uma das 4 escolas fundadoras da Universidade Técnica de Lisboa sendo a Faculdade Decana da mesma Universidade. A 1 de Agosto de 1989 adotou o atual nome: Faculdade de Medicina Veterinária.
Em 2013 foi integrada à nova Universidade de Lisboa, resultante da fusão da anterior UL com a Universidade Técnica de Lisboa.

## Missão
A missão da FMV, de acordo com os seus Estatutos publicados em Diário da República, 2ªSérie, de 6 de Fevereiro de 2003, é referida como uma “intervenção em prol da qualidade e do desenvolvimento do País na área da Ciência Animal e em particular na área das Ciências Veterinárias”. Este documento define como Objectivos da FMV: 
- dar formação de nível superior aos seus estudantes;
- contribuir para o progresso científico e o desenvolvimento tecnológico;
- prestar serviços qualificados à comunidade;
- disponibilizar acções de formação profissional;
- atribuir graus académicos e títulos honoríficos;
- cooperar com outras Instituições nacional e internacional em áreas científicas, técnicas e culturais; e
- consolidar a formação humana e cultural dos seus membros.